# Москози (Мачерата)
Москози (итал. Moscosi) насеље је у Италији у округу Мачерата, региону Марке.
Према процени из 2011. у насељу је живело 135 становника. Насеље се налази на надморској висини од 448 м.